# 大阪府道19号茨木寝屋川線
大阪府道19号茨木寝屋川線（おおさかふどう19ごう いばらきねやがわせん）は、大阪府茨木市から寝屋川市に至る府道（主要地方道）である。淀川新橋で淀川をまたぐ。

## 概要
全線が都市計画道路茨木寝屋川線に沿っているが、こちらは茨木市西河原西交差点から寝屋川市豊野交差点までで、西河原西交差点から大住町地先までは大阪府道15号に指定され、大住町から桑田町が未開通であり、19号もここで途切れている。寝屋川市側は19号が石津元町交差点から国道170号バイパスに重複し、豊野交差点が終点となっている。

### 路線データ
- 起点：大阪府茨木市桑田町（暫定）
- 終点：大阪府寝屋川市豊野町

## 歴史
- 1964年（昭和39年）12月28日 - 建設省（現・国土交通省）から、一般府道枚方茨木線の一部、一般府道寝屋川富田線の一部が茨木寝屋川線として主要地方道に指定される。
- 1965年（昭和40年） - 大阪府が路線認定。
- 1973年（昭和48年）9月18日 - 淀川新橋が開通。
- 1978年（昭和53年）3月24日 - 豊野交差点～石津本町交差点が開通。
- 1981年（昭和56年）4月1日 - 豊野交差点～石津本町交差点が一般国道170号へ昇格（重複区間となる）。
- 1993年（平成5年）5月11日 - 主要府道茨木寝屋川線が主要地方道に再指定[1]。

## 路線状況

### 重複区間
- 大阪府道133号鳥飼八丁富田線（茨木市野々宮・野々宮2丁目交差点 - 摂津市鳥飼八町2丁目）

## 地理

### 通過する自治体
- 茨木市
- 摂津市
- 高槻市
- 寝屋川市

### 交差する道路
茨木市
- 大阪府道138号三島江茨木線（茨木市大同町・大同町交差点）
- 大阪府道14号大阪高槻京都線（大阪府道133号鳥飼八丁富田線 重複）（茨木市野々宮・野々宮2丁目交差点）
- （大阪府道133号鳥飼八丁富田線 起点）（摂津市鳥飼八町2丁目）

高槻市
- 大阪府道16号大阪高槻線（高槻市柱本・柱本交差点）

寝屋川市
- 国道1号（寝屋川市太間町・国道太間交差点）
- 大阪府道149号木屋門真線（寝屋川市池田中町）
- 国道170号・大阪府道13号京都守口線（寝屋川市石津元町・石津元町交差点）
- 国道170号（寝屋川市石津元町）

### 沿線にある施設など
- 茨木ドライビングスクール
- 茨木市立平田中学校
- 大阪府立北摂つばさ高等学校
- はるやま南茨木店
- 大阪府立摂津支援学校／大阪府立とりかい高等支援学校
- 淀川河川公園
- 摂南大学